# Everyday Life (nummer)
"Everyday Life" is een nummer van de Britse band Coldplay. Het nummer verscheen op hun gelijknamige album uit 2019. Op 3 november van dat jaar werd het uitgebracht als de tweede single van het album.

## Achtergrond
"Everyday Life" is geschreven door alle groepsleden met John Metcalfe en geproduceerd door Bill Rahko, Daniel Green, Rik Simpson, ook bekend als "The Dream Team". Het nummer is een pianoballad dat gaat over hoe alle mensen dezelfde gevoelens hebben en dezelfde moeilijkheden hebben in het leven. Chris Martin zingt over hoe men elkaar moet zien als leden van dezelfde familie, niet als vijanden. Hij vertelde in een interview: "Het gaat gewoon over mens zijn. Elke dag is geweldig en elke dag is vreselijk... Het voelt gewoon als vrijheid. Er is zoveel leven op deze planeet. [...] Het is onze reactie op de negativiteit die we overal waarnemen. En er zijn veel problemen, maar er is ook zoveel positiviteit en er gebeurt zoveel goeds. Dus op een bepaalde manier proberen we iets te begrijpen, zeggen we wat we voelen en wat we zien." De eerste twee regels van het nummer interpoleren "Everybody Hurts" van R.E.M.
"Everyday Life" werd een hit in een aantal landen. Zo bereikte het de hitlijsten in Australië, Hongarije, Litouwen, Schotland en Zwitserland. In het Verenigd Koninkrijk en de Verenigde Staten werd er in de grote hitlijsten opvallend genoeg geen notering behaald. In het Verenigd Koninkrijk behaalde het wel plaats 58 op de downloadlijst, en in de Verenigde Staten kwam het tot de veertiende plaats in de Hot Rock & Alternative Songs-lijst. In Nederland kwam de single tot plaats 25 in de Top 40, terwijl in Vlaanderen de Ultratop 50 niet werd gehaald en het bleef steken op plaats 18 in de "Bubbling Under"-lijst.
Op 2 november 2019 speelde Coldplay "Everyday Life" voor het eerst tijdens het televisieprogramma Saturday Night Live. Op 27 november werd het ook live gespeeld op BBC Radio 1. Op 9 december ging de videoclip van het nummer in première. De clip werd geregisseerd door Karena Evans en werd opgenomen in Zuid-Afrika, Marokko en Oekraïne.

## Hitnoteringen

### Nederlandse Top 40
| Hitnotering: 07-12-2019 t/m 01-02-2020 | Hitnotering: 07-12-2019 t/m 01-02-2020 | Hitnotering: 07-12-2019 t/m 01-02-2020 | Hitnotering: 07-12-2019 t/m 01-02-2020 | Hitnotering: 07-12-2019 t/m 01-02-2020 | Hitnotering: 07-12-2019 t/m 01-02-2020 | Hitnotering: 07-12-2019 t/m 01-02-2020 | Hitnotering: 07-12-2019 t/m 01-02-2020 | Hitnotering: 07-12-2019 t/m 01-02-2020 | Hitnotering: 07-12-2019 t/m 01-02-2020 | Hitnotering: 07-12-2019 t/m 01-02-2020 |
| Week                                   | 1                                      | 2                                      | 3                                      | 4                                      | 5                                      | 6                                      | 7                                      | 8                                      | 9                                      |                                        |
| -------------------------------------- | -------------------------------------- | -------------------------------------- | -------------------------------------- | -------------------------------------- | -------------------------------------- | -------------------------------------- | -------------------------------------- | -------------------------------------- | -------------------------------------- | -------------------------------------- |
| Positie                                | 36                                     | 28                                     | 25                                     | 29                                     | 31                                     | 32                                     | 30                                     | 32                                     | 37                                     | uit                                    |

### NPO Radio 2 Top 2000
Everyday Life stond alleen in 2020 in de NPO Radio 2 Top 2000, op plek 1377.